# Guadalupe, Zacatecas
Guadalupe là một đô thị thuộc bang Zacatecas, México. Năm 2005, dân số của đô thị này là 129387 người.